# Campionato italiano maschile di pallacanestro 1920
Il campionato italiano maschile di pallacanestro 1920 rappresenta la prima edizione del massimo campionato italiano di pallacanestro.
Sembra chiaro che il primo vero campionato italiano sia stato quello organizzato a Venezia dalla Reale Federazione Ginnastica Nazionale Italiana e vinto dalla Società Educazione Fisica Costanza di Milano.
Le frammentarie notizie apparse sui quotidiani dell'epoca rendono problematica una ricostruzione univoca dell'evento. La discordanza dei risultati delle ricerche è chiara anche quando si confrontano i dati in possesso del Comitato olimpico nazionale italiano, della Federazione Italiana Pallacanestro e della Lega Basket: il primo indica come primo campionato quello vinto dalla S.G. Forza e Costanza di Brescia, la seconda quello vinto dalla Costanza Milano e la terza la SEF Costanza Milano.

## Avvenimenti

### Il contesto storico

La squadra di palla al cerchio della Mens Sana in Corpore Sano di Siena nel 1907.

La pallacanestro (chiamata nei primi anni palla al cerchio) era arrivata in Italia grazie all'opera di Ida Nomi, maestra di sport alla Mens Sana in Corpore Sano di Siena e membro della commissione tecnica femminile della Federginnastica. Tradusse le regole del gioco scritte da James Naismith e mise insieme una squadra di ragazze. Nel 1907 presentò il nuovo sport, con il nome di palla al cerchio, al Concorso Ginnico di Venezia, schierando in campo le ragazze che aveva allenato. Poiché la professoressa Nomi non aveva mai visto giocare lo sport inventato da Naismith, ma ne aveva soltanto interpretato le regole, l'esibizione mostrò una disciplina leggermente diversa da quella originale.
Nel primo dopoguerra, la pallacanestro si sviluppò grazie all'opera di Guido Graziani, Manlio Pastorini e soprattutto della YMCA. L'8 giugno 1919 si organizza la prima partita importante: 2ª Compagnia Automobilisti di Monza contro Avieri della Malpensa 11-11, all'Arena Civica nell'ambito dell'arrivo del Giro d'Italia ciclistico. In seguito, gli Automobilisti rinforzati da alcuni elementi degli Avieri partecipano come rappresentativa dell'Italia alle Olimpiadi militari interalleate di Joinville-le-Pont. Nel torneo a tre squadre gli italiani scendono in campo il 26 giugno contro gli Stati Uniti con Sessa, Baccarini, Arrigo e Marco Muggiani, Pecollo (quintetto iniziale) e i sostituti Bagnoli, Balestra, Bianchi: il risultato finale è 55-17 per gli americani, ma il 28 giugno gli italiani battono la Francia per 15-11 (dopo aver chiuso il primo tempo in svantaggio per 6-5) classificandosi così al secondo posto nel torneo dietro gli Stati Uniti (che battono la Francia 93-8 nel match finale). È quest'evento che rende popolare la pallacanestro in Italia.

### I primi campionati
Il primo campionato di cui vi sia traccia è quello disputato il 5 ottobre 1919 (o nel 1918) a Lucca: il Criterio Nazionale di Basketball organizzato dall'YMCA di Firenze e dalla locale società Libertas sotto l'alto patronato del re Vittorio Emanuele III di Savoia. La Palestra Ginnastica Fiorentina Libertas precedette con 12 vittorie la Pro Italia e la Sempre Avanti Juventus di Firenze e la Libertas Lucca.
A Roma, nel novembre dello stesso anno, il Primo Corpo d'Armata di Torino vince il primo campionato italiano militare, a cui parteciparono otto formazioni di corpi d'armata provenienti da Torino (che schierava Ferrano, Guidoni, Tosi, Genova e Teddi), Verona, Firenze e Trento. Nel 1920, il campionato atletico militare è strutturato su più eliminatorie: nel Comando in Capo Marittimo di Spezia sono vinte dalla Flottiglia sommergibili (in campo: Crespi, Banci, Vidoni, Parodi, Briasco, Berretta e Mira); nel Corpo d'Armata di Milano, vince il 54º Fanteria divisione Novara sull'8º fanteria per 13-2.

### Il campionato della RFGNI

Una delle prime partite di pallacanestro in Italia, all'aperto.

L'avvicinamento verso un campionato italiano ufficiale avviene grazie a Manlio Pastorini, che spinge per includere la pallacanestro nel programma del Concorso ginnastico di Venezia, che si svolge tra il 26 e il 30 maggio 1920, organizzato dalla Reale Federazione Ginnastica Nazionale Italiana. È la decima edizione del concorso, che si svolge nello stadio dell'Isola di Sant'Elena, e coinvolge discipline di atletica leggera e pesante, ma anche nuoto e lotta. Sono presenti 10.000 ginnasti iscritti.
Al torneo di palla al cesto sono annunciate sette partecipanti, ma effettivamente vi prendono parte: Forza e Coraggio Brescia, Palestra Ginnastica Fiorentina Libertas, Club Sportivo Firenze, Istituto Tecnico Firenze, Pro Lissone, Reyer Venezia e Stamura Ancona; la rappresentante di Milano, che il libro di Arceri individua nella SEF Costanza Milano, secondo i giornali che pubblicano le cronache del torneo è la Forza e Coraggio Milano. Gli arbitri designati per la competizione sono Piffi, Reguzzoni, Baccio e Benucci.
I quotidiani veneziani dell'epoca, la Gazzetta di Venezia e il Gazzettino di Venezia, e il quotidiano milanese La Gazzetta dello Sport riportano i resoconti delle eliminatorie giocate lungo tutto l'arco della giornata del giovedì 26 maggio. I risultati sono: Ginnastica Costantino Reyer-Forza e Coraggio Brescia 1-27; Forza e Coraggio Milano-Libertas Firenze 25-1 (o 21-1); Club Sportivo Firenze-Pro Lissone 7-8; Istituto Tecnico Firenze-Stamura Ancona 11-8. Alle semifinali, la Forza e Coraggio Milano batte la Pro Lissone 15 (o 19) a 9 e, mentre la Gazzetta di Venezia e la Gazzetta dello Sport danno per vincente per 3-0 Brescia sull'Istituto Tecnico di Firenze, il Gazzettino riporta un 10-9 in favore dei fiorentini.
La finale si disputa domenica 30 maggio di mattina. Il 1º giugno, la Gazzetta di Venezia indica la Forza e Coraggio di Milano la vincente del torneo, mentre il Gazzettino specifica che la finale del 3º e 4º posto non viene disputata per ritiro della Pro Lissone e Milano viene indicata come vincitrice del torneo su Firenze. Non viene trascritto il risultato finale.
Giusto per completezza dell'informazione, il CONI al link https://www.coni.it/it/federazioni-sportive-nazionali/25:federazione-italiana-pallacanestro.html scrive testualmente: "Nel 1920, ad iniziativa di Manlio Pastorini, la Federginnastica ammise il nuovo sport tra le sue discipline e fece svolgere il primo campionato nazionale (vinto dalla Forza e Costanza Brescia)."

### Un torneo vinto da Brescia?
Secondo Mario Arceri, il campionato disputato a Venezia sarebbe stato vinto in realtà dalla Forza e Coraggio Brescia e la Costanza di Milano avrebbe vinto un torneo successivo, composto dalle stesse otto squadre, da individuarsi come vero primo campionato.
Il museo del basket di Milano riporta che questo torneo successivo si sarebbe disputato in autunno al salone del Veloce Club in via del Conservatorio a Milano, riportando risultati quasi identici a quelli del concorso ginnastico di Venezia (stessi accoppiamenti, leggere variazioni nei punteggi), eccetto la finale vinta appunto dalla Costanza Milano e non da Brescia.

## Tabellone
|  | Quarti di finale 26 maggio | Quarti di finale 26 maggio              | Quarti di finale 26 maggio |                                                       |                          | Semifinali 26 maggio | Semifinali 26 maggio | Semifinali 26 maggio |  |  | Finale 30 maggio | Finale 30 maggio    | Finale 30 maggio |
|  |                            |                                         |                            |                                                       |                          |                      |                      |                      |  |  |                  |                     |                  |
|  |                            | Club Sportivo Firenze                   | 7                          |                                                       |                          |                      |                      |                      |  |  |                  |                     |                  |
|  |                            | Pro Lissone                             | 8                          |                                                       |                          |                      |                      |                      |  |  |                  |                     |                  |
|  |                            | Pro Lissone                             | 8                          |                                                       | Pro Lissone              | 9                    |                      |                      |  |  |                  |                     |                  |
|  |                            |                                         |                            |                                                       | Pro Lissone              | 9                    |                      |                      |  |  |                  |                     |                  |
|  |                            |                                         | SEF Costanza Milano        | 15 (o 19)                                             |                          |                      |                      |                      |  |  |                  |                     |                  |
|  |                            | SEF Costanza Milano                     | SEF Costanza Milano        | 15 (o 19)                                             | 25 (o 21)                |                      |                      |                      |  |  |                  |                     |                  |
|  |                            | SEF Costanza Milano                     |                            |                                                       | 25 (o 21)                |                      |                      |                      |  |  |                  |                     |                  |
|  |                            | Palestra Ginnastica Fiorentina Libertas | 6                          |                                                       |                          |                      |                      |                      |  |  |                  |                     |                  |
|  |                            |                                         |                            |                                                       |                          |                      |                      |                      |  |  |                  | SEF Costanza Milano | ??               |
|  |                            |                                         |                            | Istituto Tecnico Firenze ? Forza e Coraggio Brescia ? | ??                       |                      |                      |                      |  |  |                  |                     |                  |
|  |                            | Reyer Venezia                           | 1                          |                                                       |                          |                      |                      |                      |  |  |                  |                     |                  |
|  |                            | Forza e Coraggio Brescia                | 27                         |                                                       |                          |                      |                      |                      |  |  |                  |                     |                  |
|  |                            | Forza e Coraggio Brescia                | 27                         |                                                       | Forza e Coraggio Brescia | 9 (o 3)              |                      |                      |  |  |                  |                     |                  |
|  |                            |                                         |                            |                                                       | Forza e Coraggio Brescia | 9 (o 3)              |                      |                      |  |  |                  |                     |                  |
|  |                            |                                         | Istituto Tecnico Firenze   | 10 (o 0)                                              |                          |                      |                      |                      |  |  |                  |                     |                  |
|  |                            | Istituto Tecnico Firenze                | Istituto Tecnico Firenze   | 10 (o 0)                                              | 11                       |                      |                      |                      |  |  |                  |                     |                  |
|  |                            | Istituto Tecnico Firenze                |                            |                                                       | 11                       |                      |                      |                      |  |  |                  |                     |                  |
|  |                            | Stamura Ancona                          | 8                          |                                                       |                          |                      |                      |                      |  |  |                  |                     |                  |

Giusto per completezza dell'informazione, il CONI al link https://www.coni.it/it/federazioni-sportive-nazionali/25:federazione-italiana-pallacanestro.html scrive testualmente: "Nel 1920, ad iniziativa di Manlio Pastorini, la Federginnastica ammise il nuovo sport tra le sue discipline e fece svolgere il primo campionato nazionale (vinto dalla Forza e Costanza Brescia)."

## Verdetti
- Campione d'Italia:  SEF Costanza Milano.
- Formazione: Carlo Andreoli (capitano), Angelo Bagnato, Poligono Longoni, Elvezio Perabò, Augusto Vitali[24].